# Grívnia
Grívnia ou hryvnia (em cirílico ucraniano: гривня, hryvnya, pronunciado [ˈɦrɪu̯nʲɑ]) é a moeda nacional da Ucrânia desde 2 de setembro de 1996, quando substituiu o karbovanets (carbovánete ou carbovanete, nas suas formas aportuguesadas) à taxa de 1 grívnia = 100 000 karbovantsiv. O seu código é UAH e seu símbolo é ₴, embora seja muito comum usar a abreviatura грн. A grívnia está dividida em 100 kopiyok ou copeques.
A moeda também é comumente referida por grivna, que é a forma em língua russa. Há ainda outras ortografias devido à romanização não uniforme do alfabeto cirílico para o latino, tais como hryvnia ou hryvnya.
Nos tempos medievais, a grívnia foi a moeda da Rússia de Quieve.

## Sinal de moeda
O símbolo da grívnia é uma letra cursiva ucraniana He (г), com um duplo traço horizontal (₴), simbolizando estabilidade, semelhante a outros símbolos de moeda, como o iene (¥), euro (€), rúpia indiana (₹ ) e Yuan chinês (¥; compartilha o símbolo com o iene). O sinal foi codificado como U+20B4 em Unicode 4.1 e lançado em 2005. Agora é suportado pela maioria dos sistemas. Na Ucrânia, se o símbolo da grívina não estiver disponível, a abreviatura cirílica "грн" é usada.

## História

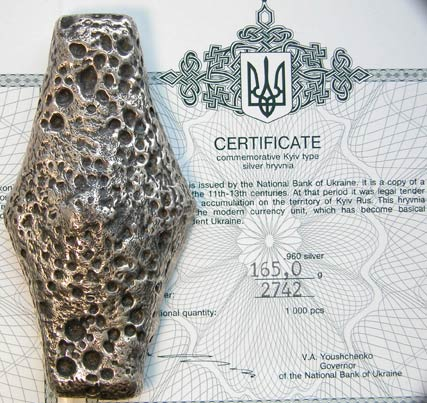
Kyiv grívnia no século 11-12, reprodução pelo Banco Nacional da Ucrânia

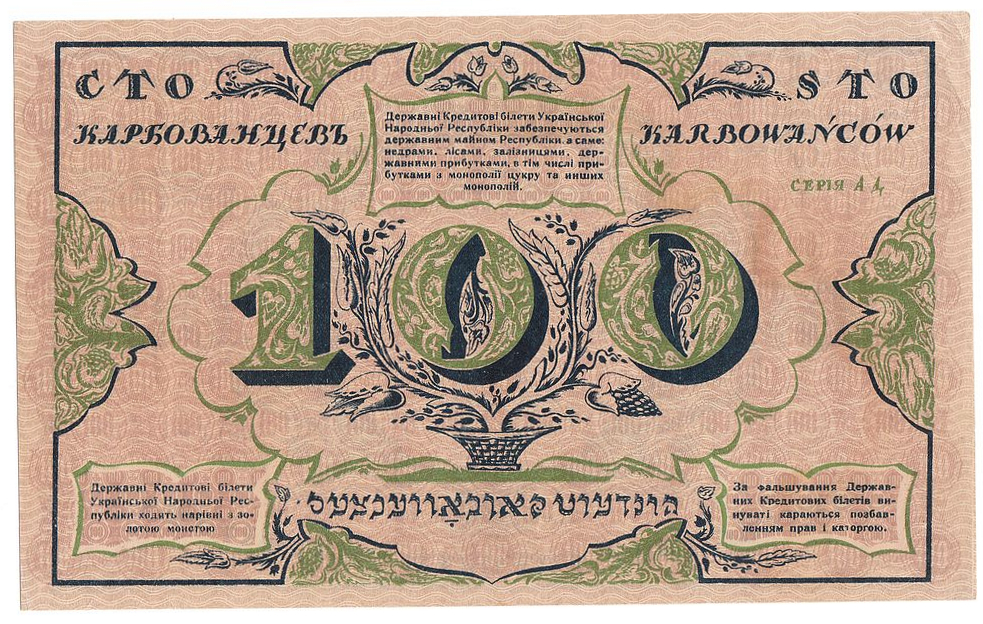
1917; 100 karbovanets da República Nacional Ucraniana com 3 idiomas: ucraniano, polonês e iídiche

A grívnia substituiu os karbovanets durante o período de 2 a 16 de setembro de 1996, a uma taxa de 1 grívnia para 100.000 karbovantsiv. Os karbovanets estavam sujeitos à hiperinflação no início dos anos 1990, após o colapso da URSS.
Em grande medida, a introdução da grívnia foi feita em segredo. A grívnia foi introduzida de acordo com um decreto presidencial de 26 de agosto de 1996. Durante o período de transição, de 2 a 16 de setembro, foram usados grívnias e karbovanets, mas os comerciantes foram obrigados a dar troco apenas em grívnias. Todas as contas bancárias foram convertidas em grívnias automaticamente. Durante o período de transição, 97% dos karbovanets foram retirados de circulação, incluindo 56% nos primeiros cinco dias da reforma monetária. Após 16 de setembro de 1996, os karbovanets restantes poderiam ser trocados por grívnias nos bancos.
Em 18 de março de 2014, após sua anexação pela Rússia, a administração de fato da ocupação da República ocupada da Crimeia anunciou que a grívnia seria retirada como moeda da região em abril de 2014. O rublo russo tornou-se a moeda "oficial" na Crimeia anexada em 21 de março de 2014. Até 1 de junho de 2014, o grívnia também podia ser usado apenas para pagamentos em dinheiro.
Em contraste, a grívnia continua a ser a moeda predominante nas raions conflitantes de Donbas, ou seja, nas áreas controladas pelos russos de Donetsk e Luhansk, dois grupos autoproclamados que contestaram o governo da Ucrânia e seus escritórios regionais estaduais, inclusive por meio de decapitação em 2014 de um funcionário do governo em serviço.

## Moedas
Em outubro de 2012, o Banco Nacional da Ucrânia anunciou que estava examinando a possibilidade de retirar de circulação as moedas de 1 e 2 kopiyky. As moedas tornaram-se muito caras para produzir em comparação com seu valor nominal. As moedas de 1 e 2 kopiyky não foram produzidas após 2013, mas permaneceram em circulação até 1 de outubro de 2019.
Além disso, em 26 de outubro de 2012, o Banco Nacional da Ucrânia anunciou que estava considerando a introdução de uma moeda de ₴2.
Oficialmente, em 1º de julho de 2016, 12,4 bilhões de moedas, com valor nominal de ₴1,4 bilhão, estavam em circulação.
Em 1 de outubro de 2019, as moedas de 1, 2 e 5 kopiyky deixaram de ter valor legal. Eles ainda podem ser trocadas nos bancos, mas as contas precisam ser arredondadas para um múltiplo de 0,10.
| Moedas do grívnia ucraniano (1992-presente) | Moedas do grívnia ucraniano (1992-presente) | Moedas do grívnia ucraniano (1992-presente) | Moedas do grívnia ucraniano (1992-presente) | Moedas do grívnia ucraniano (1992-presente) | Moedas do grívnia ucraniano (1992-presente)    | Moedas do grívnia ucraniano (1992-presente)                | Moedas do grívnia ucraniano (1992-presente) | Moedas do grívnia ucraniano (1992-presente)                                                               | Moedas do grívnia ucraniano (1992-presente) | Moedas do grívnia ucraniano (1992-presente) | Moedas do grívnia ucraniano (1992-presente)                                                                                      | Moedas do grívnia ucraniano (1992-presente) |
| Imagem                                      | Imagem                                      | Valor                                       | Parâmetros técnicos                         | Parâmetros técnicos                         | Parâmetros técnicos                            | Descrição                                                  | Descrição                                   | Descrição                                                                                                 | Data de | Data de                                     | Data de |                                             |
| Anverso                                     | Reverter                                    | Valor                                       | Diâmetro                                    | Massa                                       | Composição                                     | Borda                                                      | Anverso                                     | Reverso                                                                                                   | cunhagem | questão                                     | cancelamento |                                             |
| ------------------------------------------- | ------------------------------------------- | ------------------------------------------- | ------------------------------------------- | ------------------------------------------- | ---------------------------------------------- | ---------------------------------------------------------- | ------------------------------------------- | --- | --- | ------------------------------------------- | --- | ------------------------------------------- |
|                                             |                                             | 1 kopiyka                                   | 16 milímetros                               | 1,5g                                        | Aço inoxidável                                 | Simples                                                    |                                             | Tridente Ucraniano                                                                                        | 1992–2016 | 2 de setembro de 1996                       | Não emitido desde 1 de julho de 2018. As moedas de 1, 2 e 5 kopiika foram retiradas da circulação geral em 1 de outubro de 2019. |                                             |
|                                             |                                             | 2kopiyoks                                   | 17,3 milímetros                             | 0,64 g (1992~1996) 1,8 g (2001–)            | alumínio (1992-1996), aço inoxidável (2001–)   | Simples                                                    | 1992–2014                                   | Tridente Ucraniano                                                                                        | | 2 de setembro de 1996                       | Não emitido desde 1 de julho de 2018. As moedas de 1, 2 e 5 kopiika foram retiradas da circulação geral em 1 de outubro de 2019. |                                             |
|                                             |                                             | 5 kopiyoks                                  | 24 milímetros                               | 4,3 g                                       | aço inoxidável                                 | Com palheta                                                | 1992–2015                                   | Tridente Ucraniano                                                                                        | | 2 de setembro de 1996                       | Não emitido desde 1 de julho de 2018. As moedas de 1, 2 e 5 kopiika foram retiradas da circulação geral em 1 de outubro de 2019. |                                             |
|                                             |                                             | 10 kopiyoks                                 | 16,3 milímetros                             | 1,7 g                                       | latão (1992-1996), bronze de alumínio (2001-)  | Com palheta                                                |                                             | Tridente Ucraniano                                                                                        | 1992~presente | 2 de setembro de 1996                       | Atual |                                             |
|                                             |                                             | 25 kopiyoks                                 | 20,8 milímetros                             | 2,9 g                                       | latão (1992-1996), bronze de alumínio (2001-)  | Setores reeded e lisos                                     | 1992–2016                                   | Tridente Ucraniano                                                                                        | Não emitida desde 1 de julho de 2018. A moeda de 25 kopiika deixou de ter curso legal na Ucrânia e saiu de circulação a partir de 1 de outubro de 2020. | 2 de setembro de 1996                       | |                                             |
|                                             |                                             | 50 kopiyoks                                 | 23 milímetros                               | 4,2 g                                       | latão (1992-1996), bronze de alumínio (2001-)  | Setores reeded e lisos                                     | 1992~presente                               | Tridente Ucraniano                                                                                        | Atual | 2 de setembro de 1996                       | |                                             |
|                                             |                                             | grívnia                                     | 26 milímetros                               | 7,1 g (1995,1996) 6,9 g (2001-)             | latão (1995, 1996), bronze de alumínio (2001-) | Inscrição: "ОДНА ГРИВНЯ", ano cunhado                      | 1995~2013                                   | Tridente Ucraniano                                                                                        | 12 de março de 1997 | Atual, mas novo design introduzido em 2018  | |                                             |
|                                             |                                             | grívnia                                     | 26 milímetros                               | 6,8 g (2004-2016)                           | Bronze de alumínio (2004-2016)                 | Liso com letras incuse ("ОДНА · ГРИВНЯ · Data de emissão") |                                             | Figura de meio comprimento de Volodymyr, o Grande, segurando uma igreja modelo e equipe com legenda acima | 2004–2016 | Atual, mas novo design introduzido em 2018  | 2004 |                                             |
|                                             |                                             | grívnia                                     | 18,9 milímetros                             | 3,3 g                                       | Aço niquelado                                  | Com palheta                                                |                                             | Volodymyr, o Grande de Kiev                                                                               | 2018 | 2018                                        | Atual |                                             |
|                                             |                                             | 2 grívnias                                  | 20.2 milímetros                             | 4,0 g                                       | Aço niquelado                                  | Com palheta                                                | Yaroslav, o Sábio                           | | 2018 | 2018                                        | Atual |                                             |
|                                             |                                             | 5 grívnias                                  | 22.1 milímetros                             | 5,2 g                                       | Aço niquelado                                  | Segmentado (bordas lisas e reeded)                         | Bohdan Khmelnytsky                          | 2019 | 2019 |                                             | Atual |                                             |
|                                             |                                             | 10 grívnias                                 | 23,5 milímetros                             | 6,4 g                                       | Liga de zinco niquelada                        | Com palheta                                                | Ivan Mazepa                                 | 2020 | 2020 |                                             | Atual |                                             |

## Taxas de câmbio
A taxa de câmbio oficial do BNU no momento da introdução do padrão monetário foi de UAH 1,76 por 1 dólar americano.
Após a crise financeira asiática de 1998, a moeda foi desvalorizada, caindo para para UAH 5,6 = USD 1,00 em fevereiro de 2000. Mais tarde, a taxa de câmbio permaneceu relativamente estável em cerca de 5,4 grívnias por 1 dólar americano e foi fixada em 5,05 grívnias por 1 dólar americano de 21 de abril de 2005 até 21 de maio de 2008. Em meados de outubro de 2008 começou uma rápida desvalorização, no curso de uma crise financeira global que atingiu duramente a Ucrânia, com a grívnia caindo 38,4%, de UAH 4,85 por 1 dólar americano em 23 de setembro de 2008 para UAH 7,88 por 1 dólar americano em 19 de dezembro de 2008.
A partir de 7 de fevereiro de 2014, após a instabilidade política na Ucrânia, o Banco Nacional da Ucrânia transformou a grívnia em uma moeda flutuante na tentativa de atender aos requisitos do FMI e tentar impor um preço estável para a moeda no mercado Forex. Em 2014 e 2015, a grívnia perdeu cerca de 70% de seu valor em relação ao dólar americano, com a moeda atingindo uma baixa recorde de ₴33 por dólar em fevereiro de 2015.
Em 31 de julho de 2019, a taxa de câmbio grívnia para dólar americano no mercado de câmbio interbancário se fortaleceu para ₴24,98 - nível mais alto em 3 anos.